# تايلور ورث
تايلور ورث (بالإنجليزية: Taylor Worth) هو نبال أسترالي، ولد في 8 يناير 1991 في بوسلتون في أستراليا.

## وصلات خارجية
- تايلور ورث على موقع الاتحاد الدولي للرماية بالسهام (الإنجليزية)
- تايلور ورث على موقع اللجنة الأولمبية الدولية (الإنجليزية)
- تايلور ورث على موقع أوليمبيديا (الإنجليزية)
- تايلور ورث على موقع اللجنة الأولمبية الأسترالية (الإنجليزية)
- تايلور ورث على موقع اتحاد ألعاب الكومنولث (مؤرشف) (الإنجليزية)